# Distretto di Ocaña
Il distretto di Ocaña è uno dei ventuno distretti della provincia di Lucanas, in Perù. Si trova nella regione di Ayacucho e si estende su una superficie di 848,36 chilometri quadrati.

Istituito l'8 aprile 1929, ha per capitale la città di Ocaña; nel censimento del 2005 contava 3.685 abitanti.